# Winter-Paralympics 2022/Teilnehmer (Niederlande)
| stlisierte Goldmedaille | stlisierte Silbermedaille | stlisierte Bronzemedaille |
| ----------------------- | ------------------------- | ------------------------- |
| —                       | 3                         | 1                         |

Die Niederlande nahm bei den Winter-Paralympics 2022 in Peking von 4. bis 13. März 2022 teil. Acht Athletinnen und Athleten waren nominiert. Es war die zehnte Teilnahme des Landes an Paralympischen Winterspielen.

## Teilnehmer

### Ski Alpin
- Jeroen Kampschreur
- Niels de Langen
- Barbara van Bergen
- Floris Meijer
- Jeffrey Stuut

### Snowboard
- Lisa Bunschoten
- Chris Vos
- Renske van Beek